# Награда Зоран Мамула
Награда Зоран Мамула додељује се за посебна достигнућа у радио новинарству. Награду је установила радио-телевизија Б92. Додељује се од 2002. године у знак сећања на рано преминулог новинара Зорана Мамулу, једног од оснивача Радија Б92.
Досадашњи добитници:
- 2002. Емилија Лилић, новинарка Радија Пирот, за репортажу „Ове боје нису моје“
- 2003. Даница Вученић, новинарка Радија Б92, за репортажу „Логор Бегејци“
- 2004. (Награда није додељена)
- 2005. Милан Поповић, новинар АНЕМ-а, за репортажу „С оне стране ума“
- 2006. Милош Теодоровић, новинар Радија Слободна Европа, за репортажу „Случај ЈГ Паулика“
- 2007. Дејан Радуловић, документариста ТВ Авала и сарадник Радија Слободна Европа, за репортажу „Случај Сингер“
- 2008. Ивана Живков, студенткиња ФПН-а за репортажу „Schwarcovi”[1]
- 2009. Милка Домановић, студенткиња ФПН-а за репортажу „Медом против мрака”[1]
- 2010. Лана Бунцић, новинарка радија ФМК за репортажу „Србија од скандала”[1]
- 2011. Маја Обрадовић, студенткиња ФПН-а за радијску репортажу „Прича о Брани Пешић”[1]
- 2012. Ивана Мајсторовић[2], студенткиња ФПН за радијску репортажу „Ход без корака"[1]
- 2013. Емилија Лилић, уредница радија Пирот плус, за репортажу „Прича о халфу”[3]
- 2014. Александра Бабић, са ФПН- а, за радијску репортажу „На раскршћу”[4]